# Терехов, Константин Павлович
Константин Павлович Терехов (1917, ст. Алмазная, Бахмутский уезд, Екатеринославская губерния, Российская империя — неизвестно) — советский государственный и партийный деятель. Первый секретарь Житомирского обкома КП Украины (1968—1978).

## Биография
Родился в 1917, в семье рабочего.
Член ВКП(б) с 1943 г. В 1937 году окончил фабрично-заводскую десятилетнюю школу. Окончил Высшую партийную школу при ЦК КП Украины. 
- В 1938-1939 годах – электрослесарь коксохимического завода города Ворошиловска (Алчевска) Ворошиловградской области.
- 1939—1941 гг. — секретарь районного, городского комитета ЛКСМ Украины
- 1941—1946 гг. — участник Великой Отечественной войны,
- с 1946 г. — на партийной работе в Ворошиловградской области и в ЦК КП Украины,
- В 1954 – марте 1956 года – 1-й секретарь Свердловского районного комитета КПУ Ворошиловградской области.
- 1963—1964 гг. — первый секретарь Житомирского промышленного областного комитета КП Украины,
- 1964—1968 гг. — второй,
- 1968—1978 гг. — первый секретарь Житомирского областного комитета КП Украины.

Депутат Верховного Совета СССР 7-9 созывов. Член ЦК КП Украины (1971—1981).
С 1978 г. на пенсии.

## Награды
- Медаль «За оборону Сталинграда»[1]
- Медаль «За боевые заслуги» (30.10.1943)[1]
- Орден Отечественной войны II степени (6.4.1985)[2]